# آلبرتو کلوساس
آلبرتو کلوساس (اسپانیایی: Alberto Closas‎؛ ‏ ۳۰ اکتبر ۱۹۲۱ – ۱۹ سپتامبر ۱۹۹۴) بازیگر اهل اسپانیا بود.
از فیلم‌ها یا برنامه‌های تلویزیونی که وی در آن نقش داشته‌است می‌توان به راز لباس سرخ، کریستینا، اسکیلاچه، مرگ یک دوچرخه‌سوار، کریستینا، رقص، خانواده بزرگ و گربه اشاره کرد.
وی همچنین برندهٔ جوایزی همچون جایزه کرئو د سن ژردی شده‌است.